# La Visitation (Raphaël)
Pour les articles homonymes, voir La Visitation.
Le Visitation  est une peinture exécutée vers  1518 par l'artiste italien de la Renaissance Raphaël. 
C'est une peinture à l'huile sur panneau de bois de 200 × 145 cm conservée au Musée du Prado à Madrid depuis 1837.
La peinture est signée sur le verso par Raphaël « RAPHAEL URBINAS F.[ecit] MARINVS BRANCONIVS F.F »

## Histoire
Le tableau a été commandé par le protonotaire apostolique Giovanni Battista Branconio dell'Aquila, ami de Raphaël, à la demande de son père Marino Brancantonio (Marinus Branconius) afin de décorer la chapelle familiale de l'église San Silvestre de l'Aquila. L'épouse de Marino s'appelait Élisabeth.
Un dessin de l'étude préparatoire de la tête de sainte Élisabeth conservé au Louvre constituerait une preuve de l'intervention directe de l'artiste sur la peinture.
Le tableau a été confisqué en 1665 lors de l'occupation par les troupes de Philippe IV d'Espagne et placé dans la résidence royale de l'Escurial.
En 1813, le tableau fut porté au Louvre durant les spoliations napoléoniennes et rendu à Madrid en 1822 en mauvais état, ce qui nécessita de transférer la peinture sur toile avant un accrochage définitif en 1837 au musée du Prado. Une copie est visible à son emplacement d'origine, au sein de la chapelle de l'église San Silvestro à L'Aquila.
La Soprintendenza de L'Aquila a demandé la restitution de l'œuvre.

## Thème
La Visitation désigne, dans l'iconographie chrétienne, la visite que rendit Marie, future mère du Christ, à sa cousine Élisabeth, enceinte de saint Jean le Baptiste.

## Description
Le groupe du centre proche représente à droite Marie enceinte vêtue de rouge et de bleu, la tête baissée, les yeux presque clos, la main gauche sur son ventre rond, la droite tenant celle de sa cousine placée à gauche, venant à sa rencontre le pied droit en appui, elle-même est vêtue de rouge et de bleu mais en opposition robe, chasuble et  portant un turban blanc.
L'ensemble se déroule dans un décor champêtre, et une scène se distingue au fond du décor au loin à droite sur le bord d'un cours d'eau devant un amas de rochers : celle du baptême du Christ par Jean, le ciel entrouvert lumineux laissant voir Dieu le père entouré d'anges.
Une ville se profile en bleu sur fond jaune paille, avec ses tours à l'extrême gauche.

## Analyse
Raphaël a réalisé certainement le dessin et d'importantes parties des deux personnages mais les historiens d'art pensent que le reste a été terminé par ses élèves Giovan Francesco Penni et Giulio Romano.
Adolfo Venturi soutient que le maître « a donné du corps aux masses, hôté constructivité aux espaces. les deux figures féminines sont éclairées avec la même intensité de façon identique (Élisabeth de côté et Marie de face)... »
Deux épisodes se déroulent : l'un humain et l'autre divin, une réalité quotidienne et une vision singulière, l'un du présent du premier plan, l'autre au loin, sur le bord du Jourdain, du futur inéluctable.
Les tons vert et azur dans le paysage sont un peu monotones dans leur douceur, la peinture est gracieuse comme le colloque affectueux entre les deux parentes : Marie est humble, le regard virginal baissé et Élisabeth le visage tendu vers l'arrivante dont la grossesse annonce la future maternité. Le toucher du pinceau polit le teint de la chair, trace des traits efficaces, détermine les reliefs, les plis des habits  modelant sans déformer les deux maternités. Certains éléments de finesse sont tous de Raphaël.

## Sources
- Voir liens externes